# Orderico Vital
Orderico Vital, también Orderic Vital u Ordericus Vitalis, (1075-c. 1142) fue un cronista inglés y monje benedictino que escribió la Historia Ecclesiastica, una de las grandes crónicas contemporáneas de los siglos XI y XII sobre Normandía y la Inglaterra anglonormanda. Es considerado «un guía honesto y creíble de la historia de su tiempo».

## Primeros años
Orderico nació en Atcham, Shropshire, Inglaterra. Era el hijo mayor de un sacerdote francés, Odeler de Orleans, que estaba al servicio de Roger II de Montgomery, conde de Shrewsbury, quien le había puesto al frente de una capilla en su condado. Es de suponer que su madre era una inglesa que Odeler conoció allí. Cuando Orderico tuvo cinco años, sus padres lo enviaron a un monje inglés, de nombre Siward, que dirigía una escuela en la abadía de los Santos Pedro y Pablo en Shrewsbury.
A la edad de once años Orderico ingresó como oblato en la abadía de Saint-Evroul en el ducado de Normandía, institución que años atrás el conde Roger había expoliado pero después había decidido colmar de regalos. Orderico estaba convencido de que sus padres, que pagaron treinta marcos por la admisión de su hijo, le impusieron ese exilio pensando únicamente en su bienestar. El respeto de su padre Odeler por la vida monástica quedó demostrado con su ingreso unos años después en un monasterio que el conde había fundado únicamente por indicación del sacerdote de Orleáns. Por el contrario, su hijo Orderico se sintió durante un tiempo, según sus propias palabras, como el patriarca José en una tierra extraña. No sabía ni una palabra de francés cuando pisó Normandía y su crónica histórica, escrita muchos años después, evidencia que nunca olvidó su idioma inglés y jamás dejó de añorar su tierra de origen.

## Vida monástica

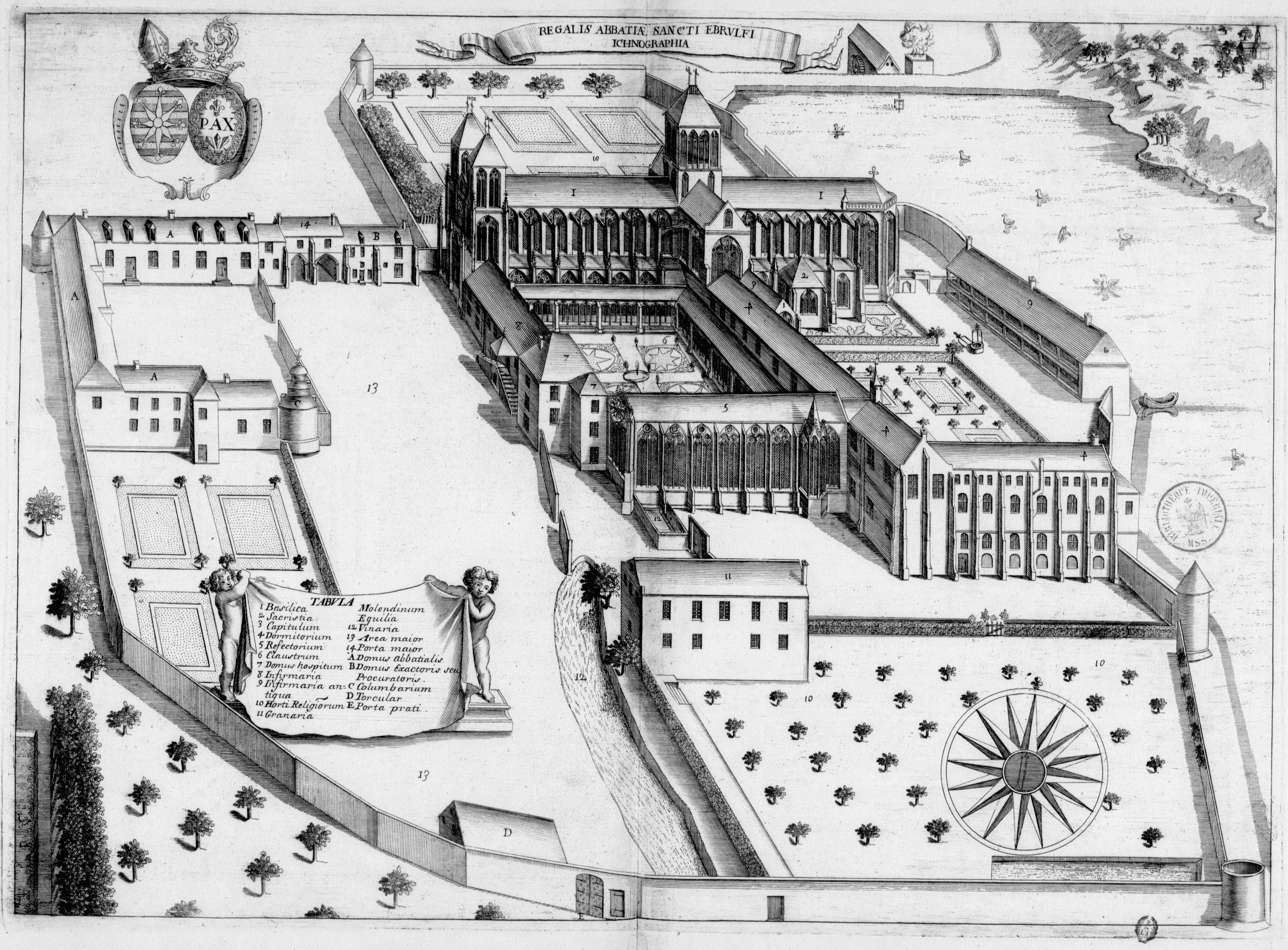
Grabado de una plancha del de Saint-Evroul en el libro Monasticon Gallicanum.jpg

Cuando Orderico alcanzó la edad suficiente para ser ordenado monje, sus superiores le dieron el nombre religioso de Vital (Vitalis en latín, en honor a un miembro de la legión tebana de mártires cristianos) porque encontraban difícil de pronunciar el peculiar nombre con que fue bautizado. En el título de su gran crónica coloca delante su nombre bautismal y añade el epíteto Angligena (inglés). La vida de clausura de Orderico transcurrió sin incidentes. En 1093 fue ordenado diácono y en 1107 sacerdote. Salió de su monasterio en varias ocasiones, pues afirma que visitó Croyland, Worcester, Cambrai en 1105 y la abadía de Cluny en 1132. Desde muy joven se interesó por la literatura y pasó muchos veranos en el scriptorium del monasterio. Sus primeros escritos, de comienzos del siglo XII, fueron una continuación de la Gesta Normannorum Ducum de Guillermo de Jumièges, una completa historia de los normandos y sus duques desde la fundación de Normandía. 
En algún momento entre 1110 y 1115 los superiores de Orderico le ordenaron escribir la historia de Saint-Evroul. La obra, titulada Historia Eclesiástica, creció hasta convertirse en una historia general de su época. La abadía de Saint-Evroul era rica y distinguida, por lo que numerosos caballeros veteranos la elegían como lugar de retiro en sus últimos años. Asimismo, la abadía recibía constantemente visitantes procedentes del sur de Italia, donde la institución había fundado nuevas misiones religiosas, y de Inglaterra, donde tenía posesiones. Gracias a ello, Orderico, a pesar de que no fue testigo de grandes eventos, estaba muy bien informado de todo. A pesar de su prosa engorrosa y de estilo afectado, es un narrador vívido que retrata a los personajes históricos de manera admirable y resume muy bien los acontecimientos coetáneos. Su narrativa está mal organizada y repleta de digresiones inesperadas, pero refleja información muy valiosa de la que otros cronistas no se hacen eco. Orderico arroja luz sobre las costumbres y las ideas de su tiempo, y a veces comenta de manera sagaz algunos aspectos y tendencias de la época. Su crónica termina a mediados de 1141, aunque tiene algunas pinceladas añadidas en 1142. Dice que ya entonces era anciano y estaba enfermo, por lo que probablemente no sobrevivió mucho tiempo después de la finalización de su gran obra.

## LaHistoria Ecclesiastica
La Historia Ecclesiastica, descrita como la más grande historia social de la Inglaterra medieval, está dividida en tres secciones:
- Los Libros I y II, sin mucho valor historiográfico, cuentan la historia de la Cristiandad desde el nacimiento de Cristo. Después del año 855 pasa a ser un catálogo de papas que termina con Inocencio I. Estos dos libros fueron añadidos por Orderico entre 1136 y 1141 a la obra original.

- Desde el libro III al VI cuenta la historia de la abadía de Saint-Evroul, el núcleo original de la crónica. Planeados antes de 1122, estos libros fueron escritos principalmente entre 1123 y 1131. Los libros IV y V presentan una extensa digresión sobre las hazañas de Guillermo el Conquistador en Normandía e Inglaterra. Antes de 1067 los datos no tienen mucha relevancia porque derivan de otros escritos: la Gesta Normannorum Ducum de Guillermo de Jumièges y la Gesta Guillelmi de Guillermo de Poitiers. Para el tiempo comprendido entre los años 1067 y 1071, Guillermo continuó en donde finalizaba la Gesta Guillemi, por lo que es de enorme interés. Para los eventos a partir de 1071, Orderico empieza a ser una autoridad independiente. Los relatos de hechos políticos de esta parte de su trabajo son menos abundantes que en libros posteriores.

- Los libros del VII al XIII relegan los asuntos eclesiásticos a un segundo plano. En esta sección, después de esbozar la historia de Francia bajo la dinastía carolingia y los primeros reyes de la dinastía Capeto, Orderico retoma la narración de eventos coetáneos sucedidos a partir de 1082. Escribe largo y tendido sobre el Imperio, el papado, la conquista normanda de Italia Meridional y la Primera Cruzada —para lo que sigue los relatos de Fulquerio de Chartres y Baudri de Bourgueil—. Sin embargo, su interés principal es la historia de los tres hijos de Guillermo el Conquistador: Roberto, Guillermo y Enrique. Orderico continúa su trabajo en forma de anales hasta la captura de Esteban de Inglaterra en Lincoln en 1141.

La historiadora Marjorie Chibnall afirma que Orderico usó cartularios, que ya no se conservan, procedentes varios monasterios normandos como fuente para sus crónicas históricas.